# Reforma laboral de 2019 de México
La Reforma laboral de 2019 fue una serie de cambios legislativos relacionados al trabajo promulgados el 1 de mayo de 2019 por el Gobierno de México. Reorientó los mecanismos de justicia laboral e introdujo la votación personal, libre, directa y secreta de los trabajadores para decidir sobre sus dirigencias y sus contratos colectivos, como los principales cambios en el ámbito laboral.

## Antecedentes
La reforma recoge los principios de las modificaciones a la Constitución Política de los Estados Unidos Mexicanos, a los artículos 107 y 123, realizadas en 2017, el Convenio 88 de la Organización Internacional del Trabajo (OIT), ratificado por México en 2018, y el Anexo 23-A del Tratado Comercial entre México, Estados Unidos y Canadá (T-MEC), ratificado en 2019.

## Implementación
Para su implementación, la Secretaría del Trabajo y Previsión Social, a cargo de Luisa María Alcalde, estableció una Unidad de Enlace que se encarga de llevar a cabo los trabajos para que el sistema opere en 8 estados en 2020, en 13 en 2021 y en el resto del país en 2023.

### Ejes fundamentales
La Reforma gira en dos ejes fundamentales: la transformación del sistema de justicia laboral para hacerla realmente expedita e imparcial. Se eliminan las Juntas de Conciliación y Arbitraje y se crean los Tribunales Laborales, dependientes del Poder Judicial, y los Centros de Conciliación federal y locales. Se privilegia la conciliación obligatoria previa a juicio. El segundo eje es la democracia sindical. Se establece el voto personal, libre, directo y secreto de los trabajadores para elegir a sus dirigentes sindicales (proceso válido para los trabajadores de los Apartados A y B); para aprobar los contratos colectivos iniciales y sus revisiones, y legitimar los contratos colectivos existentes.

### Centro Federal de Conciliación y Registro Laboral
Se crea el Centro Federal de Conciliación y Registro Laboral (CFCRL), el organismo responsable de los registros de sindicatos y depósitos de contratos colectivos de todo el país; de la conciliación a nivel federal; de la verificación de procedimientos de democracia sindical y de la expedición de “Constancias de Representatividad”.

### Sindicatos
La reforma laboral también plantea que los sindicatos tengan que actuar con transparencia, por lo que establece la obligación de incluir en sus estatutos la presentación, cada seis meses, de sus estados financieros y el uso del patrimonio de la organización sindical a los trabajadores, informe que debe entregarse por escrito a los miembros de la organización y al Centro Federal de Conciliación y Registro Laboral.
También se plantea el impulso a la participación de las mujeres en la vida sindical, por lo que ordena que los sindicatos establezcan en sus estatutos que las directivas contemplen la proporcionalidad de género.
Por lo que se refiere a la elección de dirigencias sindicales, los procesos deben contemplar: una elección mediante voto personal, libre, directo y secreto. El CFCRL podrá verificar el procedimiento de elección, a solicitud de la directiva sindical o de por lo menos el 30 % de los afiliados al sindicato. En caso de duda razonable sobre la veracidad de la documentación presentada, el CFCRL organizará un recuento para conocer el sentido de la decisión de los trabajadores.
Se establece la necesidad para los sindicatos de contar con una constancia de representatividad, es un documento expedido por el CFCRL que acredita que un sindicato cuenta con la representación de al menos el treinta por ciento de los trabajadores y que se requiere para que el sindicato que pretenda emplazar a huelga para firma de un contrato colectivo inicial pueda hacerlo.
En caso de que se presente más de una solicitud de Constancia, el CFCRL organizará una consulta a los trabajadores para determinar qué sindicato cuenta con el respaldo de la mayoría. La Constancia tendrá una vigencia de seis meses a partir de la fecha en que sea expedida.

### Legitimación de Contratos Colectivos
La reforma estableció también un proceso único de legitimación de contratos colectivos. Conforme al artículo Décimo Primero Transitorio, se trata de que los trabajadores avalen mediante su voto personal, libre, directo y secreto sus contratos colectivos vigentes. La ley estableció un plazo de 4 años, que culmina el 1 de mayo de 2023.
La primera etapa de este proceso se llevó a cabo por la Secretaría del Trabajo y Previsión Social, pero el 1 de mayo de 2021 el Centro Federal de Conciliación y Registro Laboral asumió estas funciones a nivel nacional.
Este proceso se realizará por una única ocasión y si la mayoría de los trabajadores rechaza el contrato colectivo, este se tendrá por terminado, conservando los trabajadores las prestaciones y condiciones de trabajo contempladas en el contrato colectivo que sean iguales o superiores a las establecidas en la Ley.
Por lo que se refiere a la implementación de la reforma, la Unidad de Enlace para la Implementación de la Reforma Laboral estableció tres etapas. La primera comenzó el 18 de noviembre de 2020 en los estados de Campeche, Chiapas, Durango, Estado de México, San Luis Potosí, Tabasco, Zacatecas e Hidalgo, este último solo a nivel federal.
Para el 1 de octubre de 2021 se tiene contemplado que arranque operaciones el nuevo modelo laboral en los estados de Aguascalientes, Baja California, Baja California Sur, Colima, Guanajuato, Morelos, Oaxaca, Puebla, Querétaro, Quintana Roo, Tlaxcala, Veracruz, Hidalgo de manera local y Guerrero solo a nivel federal.

## Controversias
El nuevo modelo laboral establece como requisito para los sindicatos celebrar la legitimación de su contrato colectivo, esto es, que los trabajadores aprueben o rechacen sus condiciones generales de trabajo vía voto personal, libre, directo y secreto, dentro de los 2 , 154 eventos de consulta realizados de septiembre de 2019 al 31 de abril de 2021, solo se presentó una controversia.
Se trata del proceso de legitimación desarrollado por el sindicato "Miguel Trujillo López", adscrito a la Confederación de Trabajadores Mexicanos (CTM), que convocó el 5 de abril de 2021 a su consulta para los días 20 y 21 de abril, en las instalaciones de la planta de General Motors, en Silao, Guanajuato.
La Secretaría del Trabajo y Previsión Social confirmó que halló "irregularidades graves" en la votación realizada y ordenó repetirla en un plazo de 30 días. El caso derivó además en una queja de Estados Unidos a México bajo el tratado comercial del TMEC.
La STPS señaló que la reposición del procedimiento deberá realizarse “en condiciones que garanticen la seguridad y accesibilidad de las y los trabajadores para brindar certeza de que su voto será emitido de forma pacífica, personal, libre, secreta y directa, sin coacción ni intimidación”.
La planta de General Motors en Silao produce la Chevrolet Silverado, con alta demanda en Estados Unidos. El gobierno de Estados Unidos utilizó el Mecanismo Laboral de Respuesta Rápida del T-MEC y llamó a México que investigue las presuntas violaciones de derechos laborales en la planta de General Motors en Silao. Es la primera vez que se utiliza este mecanismo.
Sobre el caso, el presidente de México, Andrés Manuel López Obrador, señaló: "Si en una empresa que exporta a Estados Unidos, hay malos tratos a los trabajadores, si no se están pagando salarios justos o si no hay democracia se tiene que intervenir; se establece un diálogo de gobierno a gobierno y se le pide a la empresa que cumpla con sus obligaciones laborales", advirtió en su conferencia mañanera.